# Führungsunterstützungsbataillon 2
Das Führungsunterstützungsbataillon 2 (FüUB 2) ist der Direktion 6 – IKT & Cyber im Generalstab des Österreichischen Bundesheeres zugeordnet und stellt die Kommunikation innerhalb der Streitkräfte sicher. Der Verband gehört zu den Cyber-Kräften und damit nimmt er Aufgaben der Führungsunterstützung wahr. Seine Soldatinnen und Soldaten gewährleisten nicht nur Sprach- und Datenverbindungen – sie sind auch Experten im Bereich der elektronischen Kampfführung.

## Auftrag
Aufbau und Betrieb von sicheren Kommunikationswegen, um als Force-Provider im Bereich IKT die Verbindungen vom Kommando Streitkräfte zu seinen unterstellten Verbänden zu gewährleisten.

## Gliederung und Aufgaben
- Bataillonskommando
  - Element für Netzsteuerung
- Stabskompanie
  - Kfz-Werkstätte
  - Elektronik-Werkstätte

Sicherstellung der Einsatzbereitschaft der Geräte des eigenen Verbandes sowie des Reserve-, Pool- und Umlaufgerätes der Streitkräfte
- drei Führungsunterstützungskompanien

Die Führungsunterstützungskompanien gewährleisten mit ihren verlegbaren, digitalen Vermittlungs- und (Richt-)Funksystemen eine leistungsfähige und sichere Informationsübertragung.
- Führungsunterstützungskompanie für elektronische Kampfführung
- Führungsunterstützungskompanie für Kaderpräsenzeinheiten (Soldaten mit hohem Bereitschaftsgrad, die bei Bedarf im In- und Ausland eingesetzt werden)

## Geschichte
- 1965 Aufstellung II. Bataillon/Heerestelegraphenregiment (HTelR)
- 1979 Umbenennung in 2. Bataillon/Heeresfernmelderegiment (HFMR)
- 1989 Aufstellung des Heeresfernmelderegiments (HFMR) aus dem ehemaligen 2. Bataillon
- 2002 Unterstellung dem Kommando der Landstreitkräfte
- 2006 Unterstellung dem Streitkräfteführungskommando
- 2008 Überleitung in das Führungsunterstützungsbataillon 2
- 2024 Im Zuge der Organisationsreform wurde das FüUB2 der Direktion 6 - IKT & Cyber im Generalstab zugeordnet

## Sonstiges
Das Bataillon ist in der Krobatin-Kaserne in St. Johann im Pongau stationiert.